# On My Way (album de Ben Kweller)
Pour les articles homonymes, voir On My Way.
Albums de Ben Kweller
Sha Sha
(2002) Ben Kweller
(2006)
On My Way est le second album du rocker américain Ben Kweller. Toutes les chansons ont été écrites par ce dernier. L'album est sorti en 2004.

## Liste des morceaux
1. I Need You Back – 3:17
2. Hospital Bed – 3:37
3. My Apartment – 3:57
4. On My Way – 3:54
5. The Rules – 2:37
6. Down – 4:08
7. Living Life – 4:02
8. Ann Disaster – 3:08
9. Believer – 4:59
10. Hear Me Out – 3:44
11. Different but the Same – 5:02